# You Don’t Fool Me
You Don’t Fool Me – utwór zespołu Queen z albumu Made in Heaven. Singel został wydany w 1996 i zawierał różne remiksy. Został nagrany niedługo po wydaniu płyty Innuendo, lecz został dokończony później, właśnie na album Made in Heaven.

## Remiksy (1995)
- B.S. Project Remix (M. Marcolin and Bob Salton)
- B.S. Project Remix - Edit (M. Marcolin and Bob Salton)
- Dancing Divaz [Instrumental] Club Mix (Dancing Divaz)
- Dancing Divaz Rhythm Mix (by Dancing Divaz)
- Dub Dance Single Mix (David Richards)
- Freddy’s Club Mix (Freddy Bastone)
- Freddy’s Revenge Dub (Freddy Bastone)
- Late Mix (David Richards)
- Queen For A Day Mix (Freddy Bastone)
- Queen Forever Megamix (Freddy Bastone)
- Sexy Club Mix (Jam & Spoon)